# Emmanuel Ernst von Waldstein
Em(m)anuel Ernst Reichsgraf von Waldstein (tschechisch Emanuel Arnošt Valdštejn; * 17. Juli 1716 in Prag; † 7. Dezember 1789 in Leitmeritz) war Bischof von Leitmeritz.

## Biografie
Emmanuel Ernst von Waldstein entstammte der Arnauer Linie der Grafen Waldstein. Als Alumne des Collegium Germanicum studierte er 1735 bis 1741 in Rom, wo er den akademischen Grad eines Dr. phil. et theol. erwarb und 1740 durch Papst Benedikt XIV. zum Priester geweiht wurde. Nach der Rückkehr war er zunächst in der Seelsorge tätig und wurde 1743 Propst und erzbischöflicher Vikar in Neuhaus. 1745 erhielt er ein Kanonikat in Altbunzlau, wo ihm später auch das Dekanat und 1757 die Propstei übertragen wurden. 1746 wurde er Domherr in Prag und wirkte als tschechischer Prediger. 1748 erhielt er das Dekanat am Prager Kollegiatstift St. Appolinaris, das er restaurieren ließ.
1756 wurde Emmanuel Ernst von Waldstein zum Titularbischof von Amyclae und Weihbischof in Prag ernannt. Der Prager Erzbischof Johann Moritz Gustav von Manderscheid-Blankenheim bestimmte ihn zu seinem Generalvikar.

## Bischof von Leitmeritz
Nach dem Tod des Leitmeritzer Bischofs Moritz Adolf von Sachsen-Zeitz nominierte die böhmische Königin Maria Theresia Emmanuel Ernst von Waldstein am 19. Juli 1759 zu dessen Nachfolger. Nach der päpstlichen Bestätigung vom 28. Januar 1760 erfolgte am 19. März 1760 der Einzug in die Kathedrale.
Emmanuel Ernst von Waldstein war vom Spätjansenismus beeinflusst und zeichnete sich als guter Seelsorger aus. Er legte Wert auf gut ausgebildete Prediger und Toleranz bei seinem Klerus. Obwohl er für die staatlichen Generalseminare Verständnis zeigte, errichtete er 1762 ein Diözesan-Priesterseminar. Im Zuge der Josephinischen Reformen wurde sein Bistum 1784 deutlich vergrößert.
Während seiner Amtszeit ließ er in Třebautitz (Třeboutice) ein bischöfliches Sommerschloss errichten und den Garten seiner Residenz umgestalten. Er förderte die historischen Wissenschaften, richtete eine Privatbibliothek ein, legte eine numismatische Sammlung (die Nikolaus Adaukt Voigt katalogisierte) an und plante ein Landesmuseum. Wohl wegen der Anhänglichkeit an sein Bistum lehnte er es 1777 ab, Koadjutor des Erzbischofs im galizischen Lemberg mit dem Recht auf Nachfolge zu werden.
Nach seinem Tod wurde er auf dem Friedhof bei der Leitmeritzer St.-Johannes-Kirche bestattet. Seine Bibliothek und sein Archiv befinden sich als „Waldstein-Nachlass“ im Leitmeritzer Staatsarchiv.